# Исчезнувшие населённые пункты Пермского края
Исчезнувшие населённые пункты Пермского края — перечень прекративших существование населённых пунктов на территории современного Пермского края.
В силу разных причин они были покинуты жителями, или включены в состав других населённых пунктов.

## 1999 год
21 января упразднены как фактически прекратившие существование и исключены из учётных данных деревни Лазари, Засекино, Иванищево, Каселтаево, Черкасово, Чесноковка, Шиши, Филята, Сользавод, Верхняя Сая.

## 2005 год
4 июля, согласно Закону Пермской области № 2320—514 «Об административно-территориальных изменениях в Пермской области» упразднены:
- 1. На территории г. Александровска:

деревня Ерзовка; деревня Камень; деревня Башмаки; деревня Кыжья; деревня Пальники; деревня Сюзева; деревня Гляден; деревня Мыс.
- 2. На территории г. Губахи:

деревня Шестаки.
- 3. На территории г. Добрянки:

деревня Малая Липовая; деревня Гари бывшего Перемского сельсовета; деревня Кужгорт; деревня Мочелята; деревня Останино; деревня Тысяцково.
- 4. На территории г. Кизела:

посёлок Семёновка; посёлок Кучек.
- 5. На территории г. Краснокамска:

деревня Антоновцы; деревня Верхнее Брагино; н.п. Ж/д будка 1395 км; н.п. Ж/д будка 1398 км; деревня Кузьминка; деревня Мишичи; деревня Остеклеи; деревня Палаи.
- 6. На территории г. Лысьвы:

посёлок 31 км, разъезд; посёлок Турбаза; деревня Шиши; посёлок 72 км, разъезд; деревня Саликова Гора.
- 7. На территории г. Чусового:

деревня Малышата; деревня Сосновая Гора; деревня Остров; посёлок Антыбары, ж/д станция.
- 8. На территории Берёзовского района:

деревня Басарги бывшего Зернинского сельсовета.
- 9. На территории Большесосновского района:

деревня Исламово.
- 10. На территории Верещагинского района:

деревня Верхние Гаревские; деревня Толпыши; деревня Ерши; деревня Захары; деревня Ведерники; деревня Аксены.
- 11. На территории Ильинского района:

деревня Тарасово; деревня Трошево.
- 12. На территории Карагайского района:

деревня Галанино; н.п. Казарма 1350 км; посёлок Обва, разъезд; деревня Пестово; деревня Субботята; деревня Афонята; деревня Кыши; деревня Чаньшер; деревня Чучки; деревня Бичули; деревня Дуята; деревня Зонята; деревня Селезни; деревня Усть-Лысьва; деревня Калинята; деревня Солодяна; деревня Даньково; деревня Ерши; деревня Гущино; деревня Киченята; деревня Собакино; деревня Харино; деревня Головихино; деревня Лучино; деревня Осетры; деревня Бараново; деревня Викулята; деревня Гавята; деревня Исаково; деревня Косотурово; деревня Подволошно; деревня Сидорята; деревня Тимшата; деревня Торгушино; деревня Шилоносово; деревня Мухино; деревня Нижняя Звяга; деревня Перино; деревня Демино; деревня Маслята.
- 13. На территории Красновишерского района:

деревня Аксенова; деревня Панова; деревня Талица.
- 14. На территории Куединского района:

деревня Покровка; н.п. Казарма 1253 км; деревня Вашутино; деревня Тапьюшка; деревня Чистоканы; деревня Барановка.
- 15. На территории Кунгурского района:

деревня Зеленовка; деревня Пестери; деревня Сапово; деревня Кочерги; деревня Баюки; посёлок Гагарино; деревня Запруд; деревня Малый Десяток; деревня Сулук.
- 16. На территории Нытвенского района:

деревня Нижние Даньки; деревня Сергеево; деревня Боярские; деревня Лебезная.
- 17. На территории Оханского района:

деревня Замостовая.
- 18. На территории Очерского района:

деревня Заполье; деревня Коточиги; деревня Овчата; деревня Бушуево; деревня Савята; деревня Егоршата; деревня Лупино; деревня Меньшиково; деревня Петраки.
- 19. На территории Пермского района:

посёлок Карсаково; деревня Ширково; деревня Клюино; деревня Любимово; деревня Кашино бывшего Лобановского сельсовета; деревня Пеньки; деревня Халамово; деревня Шемяки; деревня Карагай; деревня Воробьи; деревня Осиновка; деревня Козлы; деревня Залесная; деревня Чащевка.
- 20. На территории Сивинского района:

деревня Глазовская; деревня Крутята; деревня Кулизени; деревня Еремята; деревня Зуево; деревня Прохорята; деревня Русята; деревня Демонята.
- 21. На территории Усольского района:

деревня Осинник; деревня Балахонцы; посёлок Каменский; деревня Ломовая.
- 22. На территории Чердынского района:

посёлок Колвинец; отдельный дом Пионерский лагерь; посёлок Ухтым; деревня Голубова; деревня Мисюрева; деревня Матвеева; деревня Лесоруб; посёлок Светлый; деревня Ужгинская бывшего Пильвенского сельсовета; деревня Исады; деревня Макарова; н.п. Опытный лесопромышленный участок; деревня Дий; деревня Сусай.
- 23. На территории Чернушинского района:

деревня Садовая; деревня Копытово; н.п. Казарма 1314 км; деревня Абдулино.

## 2008 год
7 апреля упразднены как фактически прекратившие существование и исключены из учётных данных посёлок Подсосновое и деревня Калиничи.

## 2009 год
7 октября Законом Пермского края № 505-ПК упразднена деревня Савино Юсьвинского района.
1 июля упразднены деревни Адамово, Волим и Пахомово, Северная, Петухи (Нижнегалинское сельское поселение), деревня Садково и населённый пункт Казарма 1298 км (Путинское сельское поселение), Касево, Чепечанка, Трактовая и деревня Нижние Ворцева.

## 2011 год
7 декабря, согласно Закону Пермской области № 2320—514 «Об административно-территориальных изменениях в Пермской области», упразднены:
1. На территории Березовского района:
- деревня Ковали
- деревня Левково

2. На территории Большесосновского района:
- деревня Каменка

3. На территории Верещагинского района:
- деревня Власово
- деревня Голованово

4. На территории Косинского района:
- деревня Сенино

5. На территории Красновишерского района:
- посёлок Мясная
- деревня Ванина

6. На территории города Краснокамска:
- деревня Селянки
- деревня Пашковцы
- деревня Кордон

7. На территории Куединского района:
- деревня Чиганда

8. На территории Нытвенского района:
- населённый пункт Будка 1374-й км
- населённый пункт Будка 1390-й км

9. На территории Пермского района:
- деревня Новоселы
- деревня Куляшовка

10. На территории Сивинского района:
- деревня Бор
- деревня Каменец-Подольский
- деревня Репища
- деревня Дребезгино

11. На территории Соликамского района:
- деревня Бурена

12. На территории Усольского района:
- деревня Большая Сутяга

13. На территории Чердынского района:
- деревни Пальники, Гари, Малая Аниковская, Казанцева, Сумыч
- сёла Тулпан, Цыдва
- посёлки Подгорная, Сумыч, Серебрянка
- деревня Талово

14. На территории Чернушинского района:
- деревни Ключи, Шишовка, Мокруши
- населённые пункты Казарма 1333-й км, Казарма 1292-й км

15. На территории города Чусового:
- посёлок Камсплав

16. На территории Юсьвинского района:
- деревни Питер, Пистогово

упразднены, путём объединения:
- деревня Тимята и посёлок Батурята Кляповского сельского поселения Березовского района;
- деревня Заречка, деревня Рассохи, деревня Моховое Дубовского сельского поселения Березовского района;
- деревня Коновалы, деревня Песьянка, деревня Борондуки, деревня Культуровка, деревня Макарята, деревня Угор, деревня Кулагыш, деревня Моничи, деревня Кузино, деревня Смурыги Асовского сельского поселения Березовского района;
- деревня Плотина, деревня Слободка, деревня Ремга, деревня Батени, деревня Бражники, деревня Большой Ключ, деревня Большая Одина, деревня Зарека, деревня Поздино, деревня Кулига Переборского сельского поселения Березовского района;
- деревня Мухино, деревня Красноселье Сепычевского сельского поселения Верещагинского района;
- деревня Малый Гондыр Большегондырского сельского поселения Куединского района.

## 2014 год
Деревня Таскаева Кудымкарского района.

## 2015 год
Соликамский район: упразднён посёлок Опытное Поле.
Юрлинский район: упразднён посёлок Усть-Пышья.

## 2021 год
Кудымкарский район: упразднена деревня Еремушкина.
Соликамский район: упразднён посёлок Усть-Сурмог.

## 2022 год
Кочёвский район: упразднена деревня Прошино.
Красновишерский район: упразднена деревня Болото.
Усольский район: упразднены деревни Высокова, Комино, Лобаны.
Чернушинский район: упразднены населённые пункты Казарма 1295-й км, разъезд посёлок Осиновая Гора.
Юрлинский район: упразднена деревня Сюрол.
Юсьвинский район: упразднены деревни Верх-Ядьва, Карасово, Ключи, Степаново, Филиппово, посёлок Пожовка.

## 2023 год
Гайнский район: упразднена деревня Шипицыно.
Гремячинский округ: упразднён посёлок Безгодово.
Ильинский район: упразднены деревни Деники, Ромаши, Степунята.
Косинский район: упразднена деревня Бараново.
Кочёвский район: упразднены деревни Дурово, Ошово.
Краснокамский округ: упразднены Железнодорожная Будка 1402-й км, Железнодорожная Будка 1403-й км, Железнодорожная Будка 1405-й км.
Куединский район: упразднены Казарма 1287 км, Казарма 1279 км.
Усольский район: упразднена деревня Плеханово.
Юрлинский район: упразднены посёлок Галечник, деревни Кырова, Саранина.

## 2024 год
Кудымкарский район: упразднена деревня Позагорт.
Чердынский район: упразднена деревня Печинки.

## 2025 год
- Деревни в Кишертском муниципальном округе Махали, Саламатово, Чирки как фактически слившиеся вошли в черту села Усть-Кишерть[32].
- Деревня Жганево в Юсьвинском муниципальном округе [33].